# Phillysound
Unter Phillysound (Kurzform von Philadelphia Sound, auch „Philadelphia Soul“ genannt) wird eine Stilrichtung der Soulmusik verstanden, die ab 1971 in den Sigma Sound Studios von Philadelphia mit einem einheitlichen Klangstereotyp durch Kenny Gamble und Leon Huff produziert worden ist.

## Entstehung
Kenny Gamble und Leon Huff kannten sich bereits seit Ende der 1950er-Jahre, als sie sich in Philadelphias Schubert Theatre im Aufzug begegneten. Seitdem schrieben sie – getrennt oder gemeinsam – Musiktitel, die noch nicht zum Phillysound gerechnet werden können. Dazu waren noch personelle und technische Voraussetzungen zu schaffen. Für die technische Grundlage sorgte ein Tonstudio, das durch den Toningenieur Joseph Tarsia im August 1968 als Sigma Sound Studios in Philadelphia gegründet wurde. Die erste Aufnahmesession im Sigma Sound Studio fand am 5. August 1968 mit den Delfonics statt, die hier ihren Hit La La Means I Love You einspielten (Philly Groove #150). Hierbei wirkten auch jene Personen mit, die für die weitere Entwicklung des Phillysound von Bedeutung sein würden. Produzent war Thom Bell, sie wurden begleitet von Norman Harris (Gitarre) und Ronnie Baker (Bass), Vince Montana (Vibraphon) und Don Renaldos Geigen- und Sam Reeds Bläsersektion. Bis auf Gamble/Huff waren hier alle Bestandteile des späteren Phillysound zusammengekommen, sodass der Millionenseller als erste Aufnahme des Phillysound bezeichnet werden kann.
Bei Jerry Butlers LP The Iceman Cometh (September 1968) trafen weitere Bestandteile des späteren Phillisound aufeinander. Tarsia war Toningenieur im Sigma Sound Studio, Gamble/Huff produzierten, Bobby Martin und Thom Bell arrangierten. Begleitet wurde Jerry Butler von Roland Chambers und Dennis Harris (Gitarre), Steve Gold/Dexter Wansel/Leon Huff (Keyboards), Derek Graves/Michael „Sugarbear“ Foreman/Ronnie Baker (Bass), Vince Montana (Vibraphon), Billy Johnson/Charles Collins/Earl Young (Schlagzeug) und David Cruse (Congas); eine Geigen- (von Don Renaldo) und eine Bläsersektion (Sam Reed) mit einem Hintergrundchor (Barbara Ingram, Carla Benson und Evette Benton) komplettierten die Aufnahme. Aus dem Album wurde der am 7. September 1968 aufgenommene Messagesong Only the Strong Survive ausgekoppelt, in nur einem Take und 20 Minuten Aufnahmedauer entstanden. Nach Veröffentlichung im Januar 1969 entwickelte er sich zum zweiten Millionenseller des Tonstudios und des Phillysound (Rang 1 Rhythm-and-Blues-Hitparade, Rang 4 Pop).

## Plattenlabel des Phillysound
Bisher waren die dem Phillysound zuzurechnenden Schallplatten auf den eher regional bekannten Labels Philly Groove, Gamble Records, Neptune Records oder dem überregional vertriebenen Mercury Records erschienen. Die erste Veröffentlichung des Neptune-Katalogs im Juni 1969 waren The O’Jays mit One Night Affair, entstanden im Sigma Sound Studio; der Titel erhielt jedoch wenig Öffentlichkeit durch fehlendes Airplay wegen des riskanten Textes.
Ein weiterer taktischer Schritt war die Gründung des Plattenlabels Philadelphia International Records (PIR), das im Februar 1971 durch Gamble/Huff ins Leben gerufen und durch CBS Records national vertrieben wurde. Das Label entwickelte sich als Plattform des Phillysound, das ab 1971 eine Vielzahl von Interpreten in seinen Katalog aufnahm.
Gamble und Huff rekrutierten darüber hinaus 1971 eine Band aus mehr als 30 örtlichen Studiomusikern, die die Interpreten begleiteten und sich MFSB (Mother, Father, Sister, Brother) nannten. Zum Kern gehörten Roland Chambers/Norman Harris/Bobby Eli (Gitarre), Vince Montana (Vibraphon), Ronnie Baker (Bass), Lenny Pakula (Orgel) und Earl Young (Schlagzeug). Die MFSB-Studiomusiker und die genannten Geigen- und Bläsersektionen ergaben eine weiche, opulente Soundmixtur mit hohem Wiedererkennungswert, oft verdeutlicht durch die besondere Spielweise des offenen und geschlossenen Hi-Hat. Schlagzeuger Earl Young nutzte für das Hi-Hat ein Schlagmuster, das er zuvor auf einer Platte von Fantastic Johnny C (Waitin‘ For the Rain; Januar 1973) gehört hatte. Young akzentuierte die Off-Beats durch ein offenes Hi-Hat, dessen zischendes Geräusch den Phillysound dominierte. Es entsteht durch das Anschlagen der Becken in geöffnetem Zustand mit sofortigem Schließen, wodurch der Klang „abgeschnitten“ wird.

## Erfolge
Mit dieser Kombination aus Tonstudio, Studiomusikern und gleichbleibendem Produzenten-, Autoren- und Arrangeursstab entstanden massenweise Hits. 
Als erste Single des Katalogs kam Gideon Smith mit dem Titel Arkansaw Wife (PIR 3501) im März 1971 auf den Markt, der ebenso nicht in die Hitparade kam wie die nachfolgenden 15 Singles. 
Erster Hit ein Jahr nach Gründung des Labels war I Miss You von Harold Melvin & The Blue Notes (PIR 3516) im März 1972, der bis auf Rang 7 der R&B-Charts gelangte. 
Zum ersten Nummer-eins-Hit des Katalogs entwickelte sich Back Stabbers über hinterhältige Typen von den O’Jays (Mai 1972, PIR 3517) in der R&B-Hitparade, gleichzeitig auch erster Millionenseller des neuen Labels, am 1. September 1972 mit einer goldenen Schallplatte ausgezeichnet.
Zum ersten Pophit wurde Billy Pauls Ballade über eine problematische Dreiecksbeziehung Me and Mrs. Jones (September 1972, PIB 3521), die einen Grammy Award erhielt. Einen weiteren Millionenseller brachten Harold Melvin & The Blue Notes mit If You Don’t Know me by Now im September 1972 (PIB 3520) auf den Markt. Im Januar 1973 erschien von MFSB die Instrumentalversion Family Affair (mit Huff am elektrischen Piano; PIB 3528), die die instrumentalen Fähigkeiten dieser Studioband unter Beweis stellte. Einen weiteren Instrumentalhit lieferte die Gruppe mit TSOP (The Sound of Philadelphia) im Februar 1974 ab (PIB 3540), das zur Erkennungsmelodie des Phillysound und der landesweit ausgestrahlten US-TV-Musiksendung Soul Train wurde. 
Typischer Phillysound war der Millionenseller When Will I See You Again von dem Frauen-Trio The Three Degrees (PIB 3550), der im September 1974 auf den Markt kam und bereits am 9. Dezember 1974 mit Gold ausgezeichnet wurde. Der Hit wurde über 2 Millionen Mal verkauft. 
Zu weiteren Millionensellern verhalfen dem Plattenlabel People’s Choice mit Do it Anyway You Wanna (August 1975, PIB 3500), die O’Jays mit I Love Music (Oktober 1975; PIB 3577), Teddy Pendergrass und Close the Door (Mai 1978, PIB 3648) sowie McFadden & Whitehead mit Ain’t No Stoppin’ Us Now (März 1979, PIB 3681). Letztere erhielt mit weltweit 8 Millionen verkauften Exemplaren Platin am 27. Juli 1979. Die Interpreten Gene McFadden und John Whitehead arbeiteten seit Mai 1972 als zusätzliche Produzenten, Komponisten und Arrangeure für PIR. Ab 1980 ließen die Erfolge des Labels nach, der Phillysound wurde verstärkt zum Vorläufer der Disco-Musik, die ihn schließlich verdrängte.

## Vertreter des Phillysounds
| - Archie Bell & the Drells - Blue Magic - Brenda & the Tabulations - Jerry Butler - Jean Carn - The Delfonics - William DeVaughn - Double Exposure - The Ebonys - First Choice - Hall & Oates - Major Harris - Loleatta Holloway | - Eddie Holman - Phyllis Hyman - Instant Funk - The Intruders - The Jones Girls - Barbara Mason - McFadden & Whitehead - Harold Melvin and the Blue Notes - MFSB - New York City - Cliff Nobles - The O’Jays - Billy Paul | - Teddy Pendergrass - People’s Choice - Lou Rawls - The Salsoul Orchestra - The Soul Survivors - The Spinners - Bobby Starr - The Stylistics - Sweet Sensation - The Three Degrees - The Trammps - The Vibrations - Barry White (Love Unlimited Orchestra) |